# Fabio Farronato
Fabio Farronato (Torino, 22 giugno 1960) è un attore e regista teatrale italiano, noto per aver interpretato il personaggio di Lupo Fosco nella prima edizione della Melevisione. Nel 2010 ha preso parte al film Benvenuti al Sud  con Claudio Bisio e con la regia di Luca Miniero. Ha inoltre all'attivo più di 60 spot nazionali ed esteri e numerosi ruoli teatrali.

## Filmografia

### Cinema
- Alice, regia di Diego Amodio e Mauro Moretti (1994) - cortometraggio
- Walking Man, regia di Enrico Arfero (1995) - cortometraggio
- Tifosi, regia di Neri Parenti (1999)
- L'uomo della fortuna, regia di Silvia Saraceno (2000)
- Quando meno te l'aspetti, regia di Marino Bronzino (2001) - cortometraggio
- Al cuore si comanda, regia di Giovanni Morricone (2003)
- Luna e le altre, regia di Elisabetta Villaggio (2005)
- Noi due, regia di Enzo Papetti (2007)
- Benvenuti al Sud, regia di Luca Miniero (2010)
- L'incantatore di serpenti, regia di Salvatore Allocca (2010) - documentario
- Cronaca di un assurdo normale, regia di Stefano Calvagna (2012)
- Pulce non c'è, regia di Giuseppe Bonito (2012)
- In nomine Satan, regia di Emanuele Cerman (2013)
- Banza Kiri!, regia di Gianluca Testa (2014) - mediometraggio
- Tutti i soldi del mondo, regia di Ridley Scott (2017)

### Televisione
- Casa Vianello (1990-1991) - serie TV
- Una questione privata, regia di Alberto Negrin (1991) - film TV
- Il caso Graziosi, regia di Sandro De Santis (1996) - film TV
- Finalmente soli, regia di Francesco Vicario (1999) - serie TV
- Un posto al sole (2000) - serial TV
- R.I.S. - Delitti imperfetti, regia di Alexis Sweet (2003) - serie TV
- Distretto di Polizia, regia di Alessandro Capone (2004) - serie TV
- Codice rosso, regia di Riccardo Mosca (2004) - serie TV
- Cuore contro cuore, regia di Riccardo Mosca (2004) - serie TV
- La squadra (2005) - serie TV
- Carabinieri, regia di Raffaele Mertes (2005) - serie TV
- Gino Bartali - L'intramontabile, regia di Alberto Negrin (2006) - miniserie TV
- Un ciclone in famiglia, regia di Carlo Vanzina (2007) - serie TV
- Distretto di Polizia (2007) - serie TV
- Don Matteo, regia di Fabrizio Costa (2008) - serie TV, episodio 6x14
- Medicina generale, regia di Luca Ribuoli (2011) - serie TV
- Benvenuti a tavola - Nord vs Sud, regia di Lucio Pellegrini (2012) - serie TV
- La certosa di Parma, regia di Cinzia TH Torrini (2012) - miniserie TV
- Rex, regia di Marco Serafini (2013) - serie TV, episodio 5x02
- Che Dio ci aiuti, regia di Francesco Vicario (2012) - serie TV
- Provaci ancora prof!, regia di Tiziana Aristarco (2013) - serie TV
- Questo nostro amore, regia di Luca Ribuoli (2013) - serie TV
- Una grande famiglia, regia di Riccardo Milani (2013) - serie TV
- Il restauratore, regia di Francesca Marra (2014) - serie TV, episodio 2x03
- Solo per amore, regia di Raffaele Mertes (2015) - serie TV, episodio 1x09
- Rocco Schiavone, regia di Michele Soavi (2016) - serie TV, episodio 1x05
- Dov'è Mario?, regia di Edoardo Gabbriellini (2016) - serie TV, episodio 1x01
- Com'è umano lui!, regia di Luca Manfredi - film TV (2024)
- Hanno ucciso l'Uomo Ragno - La leggendaria storia degli 883 , regia di Alice Filippi - miniserie TV, puntata 3 (2024)

## Programmi TV
- Drive In (1983-1987, Italia 1)
- Melevisione (1999, Rai 3)